# بيتر جي. كريستي
بيتر جي. كريستي هو سياسي كندي، ولد في 9 مارس 1941. حزبياً، نشط في جمعية المحافظين التقدمية لنوفا سكوشا. وقد انتخب عضو مجلس نواب نوفا سكوتيا.